# Paschasius Marggraf
Paschasius Marggraf (* 25. September 1673 in Groß-Ballerstedt in der Altmark; † 14. Mai 1739 in Werben) war ein deutscher evangelischer Pfarrer und Superintendent. Er ist der Stammvater einer bedeutenden Apothekerfamilie.

## Abstammung
Als ältester nachweisbarer Vertreter der Familie gilt Christoph Marggrave, der 1623 als Musquetirer (Musketier) in Neuruppin erwähnt wurde. Der zwischen 1605 und 1610 geborene Hans Marggrafe war Bürger und Schuhmacher in Neuruppin und wahrscheinlich der Sohn des Christoph Marggrave. Andreas Marggraf (ca. 1635–1696), Sohn des Hans Marggrafe und der Anna Diter, wurde nach einem Studium an der Universität Frankfurt (Oder) Pastor, erst in Ballerstedt in der Altmark, später in Neuhausen, nördlich von Perleberg in der Prignitz. Er hielt 1683 die Leichenpredigt für Frau Ilsabe Sibylla von der Marwitz, geb. Ganß zu Putlitz, der Hofmeisterin am Zerbster Hof.
Sein vermutlich ältester Sohn Otto Andreas wurde „Chirurgus“ (Chirurg) in Berlin, erhielt dort 1718 das Bürgerrecht und war Stammvater der Ärztedynastie Marggraf. Paschasius war der zweite Sohn. Der dritte Sohn Henning Christian Marggraf (1680–1754), Hofapotheker und Assessor am Ober-Collegium medicum in Berlin, ergriff den Apothekerberuf und war der Vater von Andreas Sigismund Marggraf. Dieser gilt als letzter bedeutender Chemiker der Ära der Phlogistontheorie und entdeckte den Zuckergehalt heimischer Pflanzen.
Paschasius Marggraf heiratete Elisabeth Rücker (1679–1742). Aus der Ehe entstammten folgende Kinder:
- Christiane Dorothea Marggraf (1702–1773), die den verwitweten Kaufmann Christian Tilebein (1682–1755) aus Berlin im Jahre 1722 heiratete. Sie waren die Eltern des Stettiner Kaufmanns Gotthilf Friedrich Tilebein, dessen Bruder Johann Wilhelm Tilebein (1723–1808), den „der Himmel mit einer zahlreichen Familie gesegnet“ hatte, Prediger in Rühstädt in der Prignitz war.[3][4]
- Christian Jacob Marggraff (1703–1768), Apotheker in Osterburg in der Altmark.[5] Seine Tochter Christiane Dorothea Marggraff heiratete den Apotheker George Christoph Schrader. Die Ehe hielt nur ein Jahr. Der Sohn Johann Christian Carl Schrader (1762–1826)[6], war ein bedeutender Schriftsteller und Mitglied der Königlichen Hof-Apotheken-Commission mit dem Titel Obermedizinalassessor.
- Hanna Sophia Marggraf (1712–1759). Sie heiratete Johann Christian Hupe (1699–1777), Ratsverwandter, Bürgermeister sowie  Proconsul und Acciseeinnehmer in Werben[7]

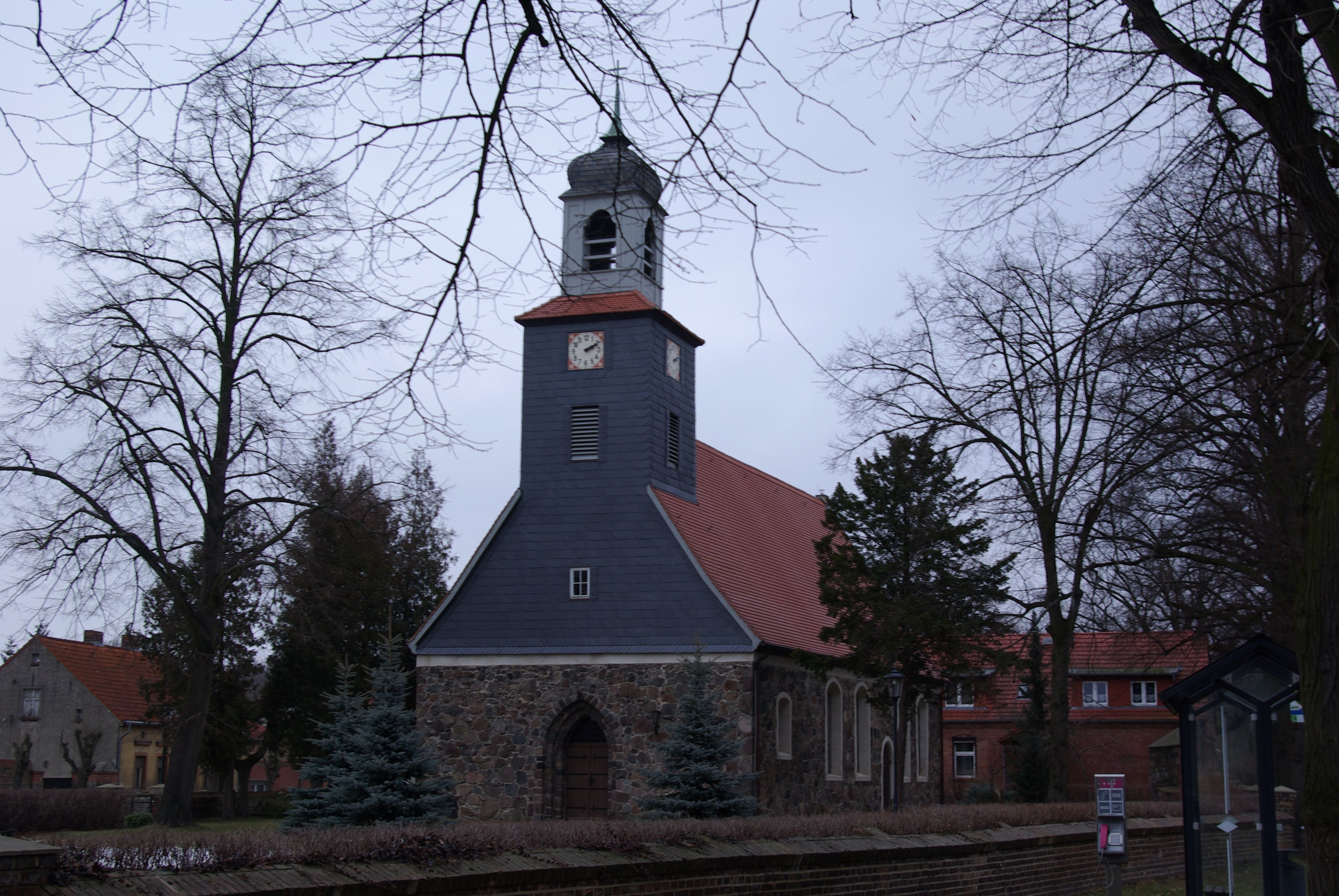
Dorfkirche in Schenkendorf

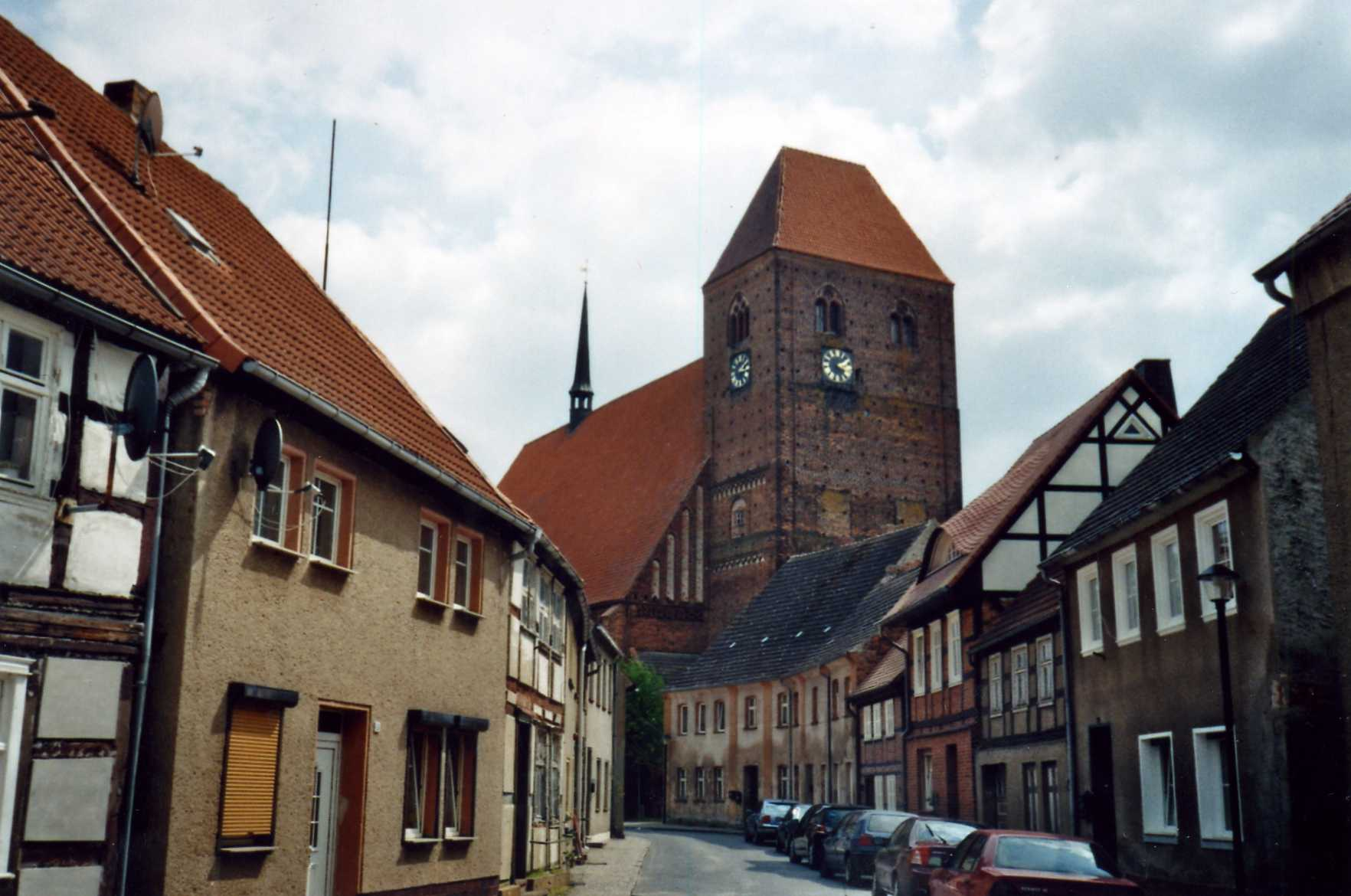
Johanniskirche Werben

- Gotthold Leberecht Markgraf, Bürgermeister, Kämmerer und Ziesemeister in Werben[8]

## Leben
Marggraf wählte nach dem Theologiestudium in Rostock ab 1695 und ab 1699 in Frankfurt (Oder) wie der Vater den Beruf des Pfarrers und wirkte zunächst ab 1701 in Schenkendorf bei Berlin und danach ab 1715 als Diakon sowie ab 1720 als Oberpfarrer und ab 1739 als „Inspektor“ in Werben (Altmark) an der dortigen Kirche St, Johannis. Die Tätigkeit als Inspektor entspricht der eines Superintendenten.

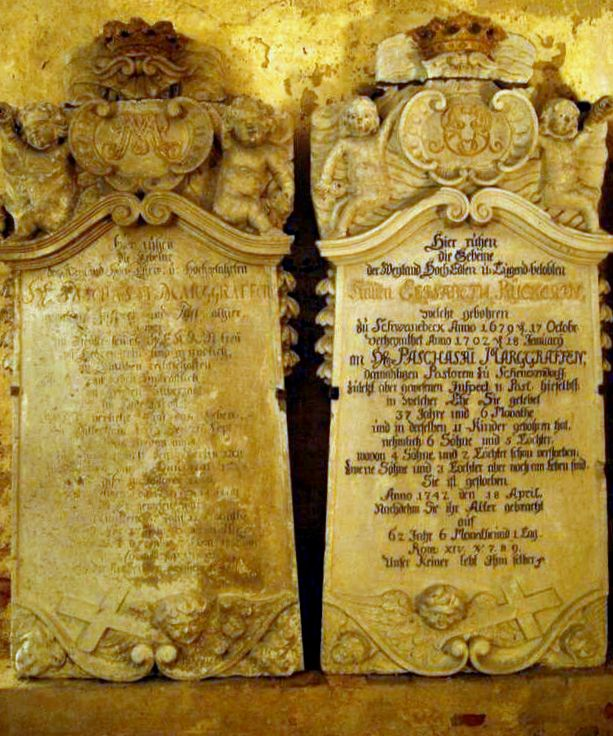
Grabplatten der Eheleute Paschasius Marggraf und Elisabeth Rücker in der Johanniskirche in Werben erstellt nach 1739 und 1742

Marggraf ist begraben in der Kirche in Werben. Sein Grabstein hat folgende Inschrift:

„Hier ruhen die Gebeine des wohl. HochEhrw. und Hochgelahrten Herrn Paschasii Markgraffen, gewesenen Insp.und Past. alhier. Er war im Dienste seines Herrn treu, im Lehren rein und gründlich, im Glauben rechtschaffen, im Leben unsträflich, im Leiden unverzagt, im Tode getrost. Gott verliehe ihm das Leben zu Ballerstedt 1673 den 26. Sept. das Predigtamt zu Schenkendorf bei Berlin 1701, zu Werben das Diaconat 1715, das Inspectorat und Pastorat 1720, einen seligen 1739 den 14 May, da er gewesen war im Ministerio 37 Jahre, 6 Monate, in dieser Welt 65 Jahre, 7 Monat, 18 Tage. 2 Corinth. cap. 6 v 9. VI Als die Sterbende, und siehe wir leben. Er hat sich mit Elisabeth Rukkerin, gebohren zu Schwanbek 1702 den 18 Januar verheiratet, und mit ihr 6 Söhne, und 5 Töchter gezeuget, davon aber nur noch 2 Söhne und 3 Töchter leben. Der eine Sohn ist Apotheker in Osterburg; der andere Sohn ist hier in Werben Bürgermeister und Ziesemeister. Die älteste Tochter ist an Hrn. Kaufmann Tielebein in Berlin verheiratet; die andere Tochter ist an Hrn. Bürgermeister Hupe hier in Werben verheiratet; die dritte Tochter ist an Hr. Uden, Pastorern in Iden, in der Werbenschen Inspection gelegen, verheiratet.“

Ausführliche Beschreibungen der Grabsteine des Paschasius Marggraf, seiner Ehefrau Elisabeth Marggraf und der Tochter Johanna Sophia Hupe befinden sich auf der Homepage des Altmärkischen Verein für vaterländische Geschichte zu Salzwedel e. V.

## Werk
- Paschasius Marggraff: Leichenpredigt auf Dorothea Juliana Freifrau von Loeben, geb. von Krosigk, Berlin 1711, Herzog August Bibliothek, 38304 Wolfenbüttel, Signatur Xa 4°. 1:20